# SN 2009kw
SN 2009kw – supernowa typu Ia odkryta 18 października 2009 roku w galaktyce A033823-2815. W momencie odkrycia miała maksymalną jasność 21,30m.